# Chiesa di San Giovanni Battista del Trebbo
La chiesa di San Giovanni Battista del Trebbo è un edificio religioso sede dell'omonima parrocchia, situato nella frazione di Trebbo di Reno, nel comune di Castel Maggiore.

## Storia
Nel XIII secolo esistevano nel Quartiere di Porta Stiera cinque chiese parrocchiali:
- San Giovanni de Pollicino[5][6];
- Santa Maria de Pollicino[5][8][9];
- Sant'Andrea de Pollicino[5][9];
- San Marco de Pollicino[5][10];
- San Michele de Pollicino[5][11][12].

Nel XIV secolo il numero delle chiese parrocchiali si alzò a sei:
- Santa Maria de Castelario de Policino[5];
- Santa Maria de Policino[5][9][8];
- San Micælis de Policino[5][11][12];
- Sant'Andree de Policino[5][9];
- San Joannis de Policino[5][6];
- San Matei de Policino[5].

Nel XV secolo, tali parrocchie furono unite a formarne due soltanto:
- San Giovanni Battista di Policino a Mane[13] (o del Trebbo);
- San Michele Arcangelo di Policino a Sera[14] (o della Longara).

La chiesa di Policino a Mane (o del Trebbo) fu eretta nel XIV secolo in una posizione molto vicina alle acque del Reno. Ma questa prima chiesa alla fine del XVI secolo fu pesantemente danneggiata dalle acque del fiume e si decise dunque di costruire un edificio omonimo in un luogo più lontano dalle acque, il luogo dove sorge ancor oggi l'edificio.
Il giuspatronato e l'associato jus presentandi della chiesa del Trebbo erano nel 1273 di tipo popolare. I parrocchiani del Trebbo, dunque, avevano il diritto di nomina del rettore della parrocchia, ma dovevano avere l'approvazione del vescovo. Nel 1300, quando era vescovo di Bologna Giovanni Savelli, il giuspatronato e il conseguente diritto di nomina del parroco (jus presentandi) passarono a Salinguerra Torelli III di Ferrara, che diverrà nel 1301 Capitano della Lega delle città di Bologna, di Forlì ed Imola. Egli nel 1308 fu acclamato signore di Ferrara, ma nel 1310 i marchesi D'Este lo spodestarono e Salinguerra III fu costretto a fuggire. Fuggendo lasciò il giuspatronato della chiesa del Trebbo nuovamente ai parrocchiani.

## Descrizione

### Esterno
La facciata attuale della chiesa, rivolta verso oriente, fu realizzata nel 1790 dal capomastro muratore Sebastiano Brighenti sotto il rettorato del parroco don Pellegrino Torri.
La facciata è orizzontalmente divisa da una cornice rialzata. Al centro della facciata spicca il portale della chiesa, fabbricato dal falegname Leardo Berti e dotato di serramenti dal fabbro Villani. Nelle porzioni della facciata che corrispondono alle cappelle laterali si trovano due nicchie: quella contenente la statua di san Pietro, alla sinistra del portale, e quella di san Paolo di Tarso alla destra. Sopra la porta maggiore è posto un timpano triangolare. Nel frontone, anch'esso triangolare, fu realizzato un tondo rialzato con, al suo interno, un bassorilievo raffigurante l'Agnello mistico con la Croce. Sulla facciata sono presenti varie lesene. In asse col portale, inoltre, è presente una finestra architravata.

### Interno
La navata centrale della chiesa è coperta da una volta a botte unghiata. Essa è dipinta con le seguenti opere realizzate nel 1887 dal pittore Celestino Govoni:
- Visita della Madonna a Sant'Elisabetta, madre di San Giovanni Battista[22];
- San Giovanni Battista fanciullino nel deserto;
- La figlia di Erodiade, Salomè, con la testa del Battista;
- Putto con la tromba[23];
- Putto col ramo di pesco[24];
- Putto con la spada[25];
- Putto con le catene[26];
- Putto con la palma[27];
- Putto con la croce di canna col cartiglio[28].

Ai lati della volta sono presenti degli angeli che portano in mano motti riguardanti la vita del Battista. I motti sono i seguenti:
- Exsultavit infans in utero (Il bambino[30] esultò nell'utero[31]);
- Benedictus fructus ventris (Benedetto il frutto del ventre[32]);
- Erat in desertu (Si trovava nel deserto[33]);
- Confortabatur spiritu (Confortato nello spirito);
- Decollavit eum in carcere (Lo decollò in carcere[34]);
- Attulit caput eius in disco (Trasportò il suo capo su di un vassoio);
- Joannes est nomen eius (Giovanni è il suo nome);
- Benedicta inter mulieres (Benedetta fra le donne);
- Manus Domini erat cum illo (La mano del Signore era con lui);
- Herodes muteabat Joannem (Erode temeva Giovanni);
- Herodias insidiabatur illi (Erodiade lo insidiò);
- Repleta spiritu sancto (Ripieno di Spirito Santo).

### Arco trionfale
Divide la navata centrale dal presbiterio un arco trionfale ornato con un cartiglio decorativo con dipinte le parole pronunziate da Gesù Cristo in onore di San Giovanni Battista: Non surrexit major(Mt. 11,11). Il cartiglio è sormontato da alcuni angeli scolpiti in altorilievo che reggono la raggiera dorata, simbolo della Santissima Trinità. Le decorazioni dell'arco trionfale furono realizzate dallo scultore Gaetano Lollini (n. 1700 — †. 1769).

### Presbiterio
Il presbiterio è rialzato rispetto alla navata. Per ascendere al presbiterio, infatti, bisogna salire un gradino di marmo bianco di Carrara. L'altare maggiore è di marmo, mentre il ciborio è di alabastro d'Egitto. Lo sportello del tabernacolo è dorato e decorato con l'immagine del Redentore. Nel 1975 il presbiterio fu trasformato secondo le nuove disposizioni del Concilio Vaticano II.

#### Cupola e pennacchi del presbiterio
La cupola e i pennacchi del presbiterio furono dipinti nel 1861 dal pittore Sante Nucci (n. 1821 — †. 1896), sotto il rettorato del parroco don Pietro Spisani. Al centro della cupola si possono osservare:
- la Colomba dello Spirito Santo;
- Dio Padre col globo terrestre sotto la mano sinistra;
- Cristo risorto;
- Vergine Immacolata.

Intorno alla Trinità, invece, si trovano:
- tre angeli che reggono la palma del martirio e la corona d'oro;
- San Pietro Apostolo;
- San Paolo di Tarso Apostolo;
- San Matteo Apostolo ed Evangelista;
- San Marco Evangelista;
- San Luca Evangelista;
- San Giovanni Apostolo ed Evangelista;
- Angeli in gloria che sorreggono il Paradiso;
- Rut[39];
- Re Davide che suona l'arpa;
- Mosè con le tavole dei Dieci comandamenti.

I dipinti dei quattro pennacchi rappresentano:
- La nascita del Battista[40];
- La predicazione nel deserto di San Giovanni Battista;
- Il Battesimo di Cristo da parte del Battista nel Giordano;
- Il martirio di San Giovanni Battista[34].

### Coro
Nel coro è presente la pala d'altare San Giovanni Battista nel deserto di Giovan Francesco Gessi, scolaro di Guido Reni. Il quadro, restaurato nel 1837 da Vincenzo Rasori (1793—1863) e da Antonio Muzzi (1815—1894), rappresenta San Giovanni Battista nell'atto d'indicare ai discepoli il Redentore. Il quadro fu fatto prima del 1647 sotto il rettorato di don Tommaso Mariani. In alto, in un ovale, si trova l'Agnello con la croce, simbolo del Battista. La volta del coro fu dipinta da Sante Nucci (1821—1896). Il campanile, prima del 1887, occupava la zona del coro, che allora non esisteva, spostando il campanile, dunque, fu anche realizzato il coro, nel 1887.

### Cappelle laterali
Nella chiesa vi sono sei cappelle laterali, tre per lato:
- Cappella di San Giuseppe, già di Gesù Nazareno (prima a destra);
- Cappella della Beata Vergine Immacolata (seconda a destra);
- Cappella della Madonna del Santissimo Rosario (terza a destra);
- Cappella del Fonte Battesimale, già di sant'Antonio abate o di Sant'Anna (prima a sinistra);
- Cappella del Sacro Cuore di Gesù, già della Madonna delle Grazie, già di Sant'Antonio Patavino, già di San Vincenzo Ferreri (seconda a sinistra);
- Cappella del Santissimo Crocefisso, o del Cristo agonizzante, o degli Agonizzanti (terza a sinistra).

#### Cappella di San Giuseppe
La Cappella di San Giuseppe è chiusa da una balaustra di ferro guarnita in ottone. Fino al restauro del 1859 la cappella era dedicata a Gesù Nazareno. Fino al secondo dopoguerra dietro all'altare era presente il Transito di San Giuseppe attribuito a Lucio Massari. Nel secondo dopoguerra Giuseppina Burzi ved. Masotti regalò L'adorazione dei pastori, un quadro di maggiori dimensioni e dunque il Transito di San Giuseppe fu spostato sulla parete laterale. Ad oggi nella cappella è posta una statua di San Giuseppe col Bambino.
L'altare fu fabbricato nel 1859 in legno marmorizzato con filetti dorati. La predella è di quercia, mentre i quattro candelieri sono in ottone. Alla destra dell'altare si trova un confessionale fabbricato nel 1888 in abete ed in pioppo da Cesare Scannavini, campanaro del Trebbo. Sopra l'altare, in alto, è presente un ovale con la scritta: "Cum esset justus" (Essendo giusto).

#### Cappella della Beata Vergine Immacolata
Nella Cappella della Beata Vergine Immacolata è posta una statua dell'Immacolata fabbricata in gesso donata dal Canonico Fiegna. La cappella fu dipinta nel 1875 da Gaetano Gavazza e fu restaurato l'altare in cotto e legno dorato (il vecchio altare maggiore della chiesa) dall'indoratore Carlo Costa. Nel 1931, invece, fu restaurata dal pittore Carlo Baldi. Nella cappella, inoltre, sono presenti sei candelieri in ottone e due lampade inargentate donate da Raffaele Lorenzoni nel 1885. In alto è presente un ovale ornato con la scritta: "Labis nesciae dicatum" (Dedicato a colei che non conosce peccato). Nella parete destra è presente un'epigrafe sulla quale v'è scritto: "CAROLI AEMILIAEQUE DOTTI PARENTUM HONORI ET RELIQUIEI ALOISIUS BETAZZONI SACELLUM CAROLO BALDI PICTORE ESORNANDUM CURAVIT". Sul pavimento, invece, si trova la lapide sotto la quale è sepolto il parroco don Enrico De Maria, sulla lapide è inciso: "OSSA ET CINERES HENRICI DE MARIA ARCHIPRESBYTERI PER ANNOS XXXVI OPTIME DE CURIA MERITI CURIATORUM PIETATE HIC CONDITA AN. MCMXXXI AB OBITIS III".

#### Cappella della Madonna del Santissimo Rosario
La realizzazione della Cappella della Madonna del Santissimo Rosario incominciò nel 1647 spendendo 600 lire. All'interno di un'urna è conservata la statua della Madonna del Rosario. Attorno alla statua vi sono i Quindici Misteri del Rosario dipinti su tela. Nel medaglione, posto al di sopra del cornicione, è scolpita la Colomba dello Spirito Santo. Sull'altare vi sono quattro candelieri in ottone. Il paliotto dell'altare è di scagliola nera arabescata con fiori ed uccelli con al centro la Madonna in piedi sulle nuvole. Nella parete di destra v'è un'epigrafe che recita: "In memoria dei genitori Flaminia Greganti e Francesco Stagni i figli fecero restaurare nell'anno 1935".

#### Cappella del Fonte battesimale
Questa cappella era dedicata a Sant’Anna e poi a Sant’Antonio Abate e fu costruita a richiesta del Parroco Don Giacomo Simoncini prima del 1694 dalle Reverende Madri di San Guglielmo Vescovo di Biturige, Monache domenicane di Via Mascarella, il cui ordine fu soppresso alla fine del XVIII secolo. Elle avevano dei fondi in parrocchia. Il quadro fu pagato dalle suddette monache e rappresenta l'estasi di Sant'Anna. La santa è inginocchiata al centro tra sant'Antonio abate e san Francesco d'Assisi. Ella guarda in alto il Padre Eterno. La cappella divenne poi del fonte battesimale all'inizio del XX secolo. In questo secolo la cappella fu dotata d'una fonte in marmo.

##### Fonte Battesimale
Il fonte battesimale fu realizzato nel 1918, anno in cui tornò alla chiesa del Trebbo la possibilità di battezzare.

#### Cappella del Sacro Cuore di Gesù
Questa cappella è stata dedicata a Sant'Antonio Patavino, a San Vincenzo Ferreri, alla Madonna delle Grazie (fino al 1960) ed infine al Sacro Cuore di Gesù. In passato, come ancona vi era un quadro rappresentante Sant'Antonio Patavino, San Francesco di Paola, Eremita e San Vincenzo Ferreri; oggi, invece, al posto del quadro vi è una nicchia contenente una statua del Sacro Cuore di Gesù. In alto, sopra la statua, si vede il Padre Eterno a mezzo busto rappresentato in bassorilievo in un ovale. Sul pavimento si trova un'epigrafe dedicata al parroco don Giovan Francesco Antonio Bellisi. L'epigrafe recita: "Francisco Belisio / per annos XLVI / huius parœciæ / rectori / nepotes B. M. P. / A. MDCCLXXVIII" (A [Giovan] Francesco [Antonio] Bellisi[,] rettore di questa parrocchia per quarantasei anni[,] i nipoti [posero,] anno 1778).

#### Cappella del Santissimo Crocefisso
La cappella del Santissimo Crocefisso, detta anche del Cristo Agonizzante o degli Agonizzanti fu iniziata nel 1649. Questa cappella apparteneva alla Confraternita degli Agonizzanti del Trebbo. Sopra l'altare è posto un crocefisso molto espressivo, posto in questa cappella nel 1885 dal parroco don Enrico De Maria. Il Cristo Agonizzante fu restaurato nel 1960. Sotto il Crocefisso era presente una copia de La Beata Vergine Addolorata di Alessandro Guardassoni (1819—1888). Il paliotto dell'altare è di scagliola nera arabescata con, al centro, santa Maria Maddalena ai piedi della Croce.

#### Pulpito
Tra la cappella del Sacro Cuore e quella del Santissimo Crocefisso è presente un pulpito realizzato nel 1690 in legno di noce da Mastro Lorenzo Poluzzi. L'accesso è coperto da una tenda di mussola cenerognola.

### Sacrestia
A sinistra dell'altar maggiore si trova la sacrestia, restaurata nel 1965. Sopra l'altare in legno di pregevole fattura vi è il quadro rappresentante Santa Francesca Romana, C.O.T.S; Sant'Apollonia di Alessandria Martire e la Beata (oggi, Santa) Caterina De' Vigri da Bologna, O.S.C. di Barbara Sirani (1641—1692), sorella della più famosa pittrice Elisabetta Sirani. In sacrestia sono poste una croce per le rogazioni, una croce per la Via Crucis, un catino per la lavanda delle mani ed un secchio per l'Acqua Santa. Inoltre, è presente un inginocchiatoio di legno per la preparazione del sacerdote alla celebrazione eucaristica.

### Organo
Nel 1600 esisteva già un organo a due registri.. Nel 1705 fu acquistato il secondo organo dai Fratelli Francesco e Domenico Bresciani. Quest'organo era dotato di sette registri. Un terzo organo fu comperato dal parroco Don Pietro Spisani presso la Ditta Veratti e Codivilla, vendendo l'antico al Conte Antonio Malvasia. Era sistemato nella cantoria di destra. Nel 1968 si trasferì nel coro sotto la pala d'altare del Gessi.

### Via Crucis
Lungo la navata della chiesa son poste 14 formelle realizzate in terracotta da un sacerdote anonimo di Lizzano. Il 23 ottobre 1858 il Padre Francesco Antonio Monari, O.F.M. eresse la Via Crucis con licenza del Cardinal Michele Viale-Prelà, Arcivescovo di Bologna e del Padre Superiore dell'Ordine dei Frati Minori Osservanti Alfonso Monti, O.F.M. di Bologna.

### Pulpito
Tra la cappella del Sacro Cuore e quella del Santissimo Crocefisso è presente un pulpito realizzato nel 1690 in legno di noce da Mastro Lorenzo Poluzzi. L'accesso è coperto da una tenda di mussola cenerognola

### Torre campanaria
Il campanile fu realizzato nel 1665 dall'architetto Giovanni Sacchi. Originariamente il campanile conteneva solamente tre campane. Nel 1677 si rifusero le campane e si sostituirono con altre tre. Nel 1887 si fusero nuovamente e si sostituirono con le quattro attuali realizzate dalla Ditta Clemente Brighenti. Le nuove campane furono benedette il 17 maggio 1887 e collocate nel campanile del Trebbo. La torre campanaria è costruita in mattoni coperti d'intonaco ed è alta 100 piedi bolognesi (33,48 metri). Le campane, poste sul quinto piano, sono sorrette da un castello in rovere. Al quarto piano si trova l'orologio, rivolto a levante. La cuspide, ricoperta di rame nel 1838, poggia su di un tamburo decorato con ovali e con quattro vasi stilizzati.
Le campane sono dedicate:
- la campana maggiore a San Giovanni Battista, al Santissimo Crocefisso, alla Beata Vergine Maria Immacolata e a San Giovanni Nepomuceno[66];
- la campana seconda a San Pietro Apostolo, al Santissimo Crocefisso, alla Beata Vergine Maria del Rosario ed al Beato Pio IX;
- la campana terza a San Giuseppe, al Santissimo Crocefisso degli Agonizzanti ed alla Beata Vergine Maria del Monte Carmelo;
- la campana piccola a Sant'Orsola Vergine e Martire, al Santissimo Crocefisso, a San Giovanni Apostolo ed Evangelista e a Sant'Antonio del Deserto.

Alla mattina era consuetudine avvisare sulle condizioni meteorologiche della giornata: un rintocco per il bel tempo, due rintocchi per il nuvoloso, tre rintocchi per la pioggia e quattro per la neve.

#### Spostamento della torre campanaria
Nel marzo del 1887 il sindaco di Castel Maggiore aveva intimato al parroco don Pietro Spisani di provvedere al campanile che oscillava ed era storto e attentava all'incolumità dei cittadini. Nel 1887, dunque, il campanile fu spostato di quattro metri verso mezzanotte per opera del Capomastro muratore Ulisse Campeggi. Don Giuseppe Rossi, testimone oculare dell'impresa, scrisse:
"Nel giorno 2 Maggio 1887 s'intrapresero i lavori degli scavi pei fondamenti nuovi che dovevano sorreggere il Campanile dopo il trasporto. Nella festa del protettore S. Giovanni Battista dopo la messa parrocchiale si determinò di non suonare più le campane né a doppio né a squasso, ma solo scampaneggiare e ciò per non causare ondulazioni funeste al campanile che stava già distaccato dal fondamento vecchio nel mezzo e a fianchi posava sopra doppi quadroni di legno muniti di spranghe ferroviarie traversate da rulli d'acciaio che servivano a far camminare il campanile con più facilità sospinto dai cosiddetti 'krich' a viti. Nei giorni seguenti si dovette provvedere al muro di rincalzo ai Krich. Nel dì 27 luglio verso sera fu per la prima volta spostato in via di esperimento e senza grave difficoltà fu mosso di circa quattro centimetri e si proseguì a spostarlo di quando in quando. Massimo l'arrivo di personaggi autorevoli fra i quali vi fu anche il Sig. Prefetto di Bologna Conte Salsi e la sua Signora. In altro dì fu mosso mentre alcuni Campanari di S. Pietro di Bologna erano sul Campanile a scampanare. Nel dì 9 Agosto poi fu data la Benedizione al Campanile da Sua Eminenza Reverendissima il Cardinal Francesco Battaglioni, Arcivescovo di Bologna trovandosi presente il suo Cerimoniere il Sig. Antonio Grassilli, il suo Segretario Sig. Canonico Tassinari nonché Sua Eminenza Reverendissima il Cardinal Giordani, Arcivescovo di Ferrara e Molti Reverendi Curati e Sacerdoti. Verso sera dopo aver cantato il Veni Creator all'altar maggiore processionalmente col popolo accorso l'Arcivescovo si recò poi dentro lo steccato che stava attorno al Campanile ed ivi lo benedì. Indi si fece ritorno in processione alla Chiesa cantando il Te Deum, dopo il quale Sua Eminenza Reverendissima impartì al popolo la sua Benedizione. Il Campanile fu poscia trasportato al determinato nuovo posto distante dall'antico quattro metri facendo che dapprima fu raddrizzato a piombo, mentre era pendente verso occidente di circa sessanta centimetri. Tutto era finito nel giorno 15 ottobre 1887. È da notarsi che in tutto il suddetto lavoro nessuno ebbe a soffrire contusione alcuna od altro malanno. Di che dopo al Signore Iddio e a Maria SS. dobbiamo rendere grazie e lodi alla Sante Anime del Purgatorio alla cui intercessione fu riposto il felice esito del sullodato trasporto. Il lavoro fu eseguito dal Capomastro Ulisse Campeggi di Longara che assicurava con legale scrittura di riordinare e ristabilire le cose tutte a sue spese qualora fossero accadute funeste e dannose eventualità. Nel detto lavoro computando la spesa dell'Abside nuovo il Parroco Don Spisani sborsò dodicimila lire".
L'ingegner Giuseppe Ceri, sbalordito da tale impresa, dettò l'epigrafe: "Dopo quattrocento trentadue anni / che Aristide Fioravante / insigne Architetto / mosse il campanile della Magione / in Bologna / Ulisse Campeggi di Longara / capo mastro muratore / addirizzato questo campanile / lo spinse sopra rulli ferrei / metri quattro verso tramontana / il dì 8 Agosto MDCCCLXXXVII / per munificenza di / Don Pietro Spisani Parroco.
Il professor don Vincenzo Tarozzi pose nel coro della chiesa l'epigrafe: "A MDCCCLXXXVII / Impensa Petri Spisani Curionis / Absis constructa est / Machinatori Ulixe Campeggio Longariensi / Qui turrim aedificio incommodam / Interiectis ferreis axibus / A solo divisit inclinatam correxit / Promovit ad septemtrionem metra IV / Alteri Basi imposuit / Hoc fuit V id augusti sub presentia / Card. Franc. Battaglini et al Giordanii / In summa omnium admiratione".
Prima del 1887 il campanile occupava la zona del coro, che allora non esisteva; spostando il campanile, dunque, fu anche realizzato il coro.

## Cimitero
Il cimitero, soppresso nei primi anni del XX secolo, era posto a settentrione della chiesa, al posto dell'attuale campetto da pallacanestro. All'interno del cimitero si trovava una cappella mortuaria realizzata nel 1838 dal Signor Giuseppe Pedrini. Nel 1923 fu dissodato il campo d'inumazione ed abbattuata la cappella ed il muro di cinta. Le pietre furono riutilizzate per costruire case in località Bella Venezia (Via Corticella, crocicchi Via della Libertà e Via Carlo Collodi). Il cimitero era diviso in quattro arie: nella prima a destra entrando dal sagrado vi erano le donne, nella prima a sinistra gli uomini, nella seconda a destra le fanciulle e nella seconda a sinistra i fanciulli. Al centro, contro il muro occidentale, si trovava la cappella mortuaria.

## Consacrazione
La solenne cerimonia di consacrazione si tenne nella chiesa domenica 11 ottobre 1868, sotto il rettorato del parroco don Pietro Spisani, officiata da Monsignor Antonio Canzi, vicario generale dell'arcidiocesi..
A ricordo fu posta sulla porta della chiesa l'epigrafe: "D.O.M. / Haec aedes / II die dominico Octobris MDCCCLXVIII / Ab. Ant. Cantio ep. Cirenentium / Vice Sacra antistite / Solemni ritu consecrata est / Instantia Petri Spisani Curionis". Come consuetudine, dodici croci greche d'ottone furono poste sulle colonne della chiesa, all'altezza di 2 metri da terra.

## Confraternita degli Agonizzanti, poi del Santissimo Sacramento
Il 13 gennaio 1647 fu istituita la Confraternita degli Agonizzanti e redatto lo statuto. La missione primaria era il conforto agli agonizzanti. I membri della Confraternita s'incaricavano di accompagnare gli stessi boccheggianti partendo dalla chiesa all'abitazione del morente con candele accese e campanelli. Il 10 agosto 1823 prese il nome di Confraternita del Santissimo Sacramento. Il cardinale Carlo Opizzoni il 31 ottobre ne approvò i capitoli, e l'8 aprile 1895 venne rinnovata dal cardinale Domenico Svampa.